# Dave Ottley
David Charles « Dave » Ottley  (né le 5 août 1955 à Thurrock) est un athlète britannique spécialiste du lancer du javelot. 

## Biographie

### Palmarès
| Date | Compétition                | Lieu        | Résultat | Performance |
| ---- | -------------------------- | ----------- | -------- | ----------- |
| 1977 | Universiade                | Sofia       | 2e       | 81,14 m     |
| 1984 | Jeux olympiques            | Los Angeles | 2e       | 85,74 m     |
| 1985 | Finale du Grand Prix IAAF  | Rome        | 3e       | 84,92 m     |
| 1985 | Coupe du monde des nations | Canberra    | 4e       | 87,00 m     |
| 1986 | Jeux du Commonwealth       | Édimbourg   | 1er      | 80,62 m     |
| 1987 | Championnats du monde      | Rome        | 9e       | 77,64 m     |

### Records
| Épreuve           | Performance | Lieu  | Date              |
| ----------------- | ----------- | ----- | ----------------- |
| Lancer du javelot | 80,98 m     | Séoul | 24 septembre 1988 |